# Knight Industries Three Thousand

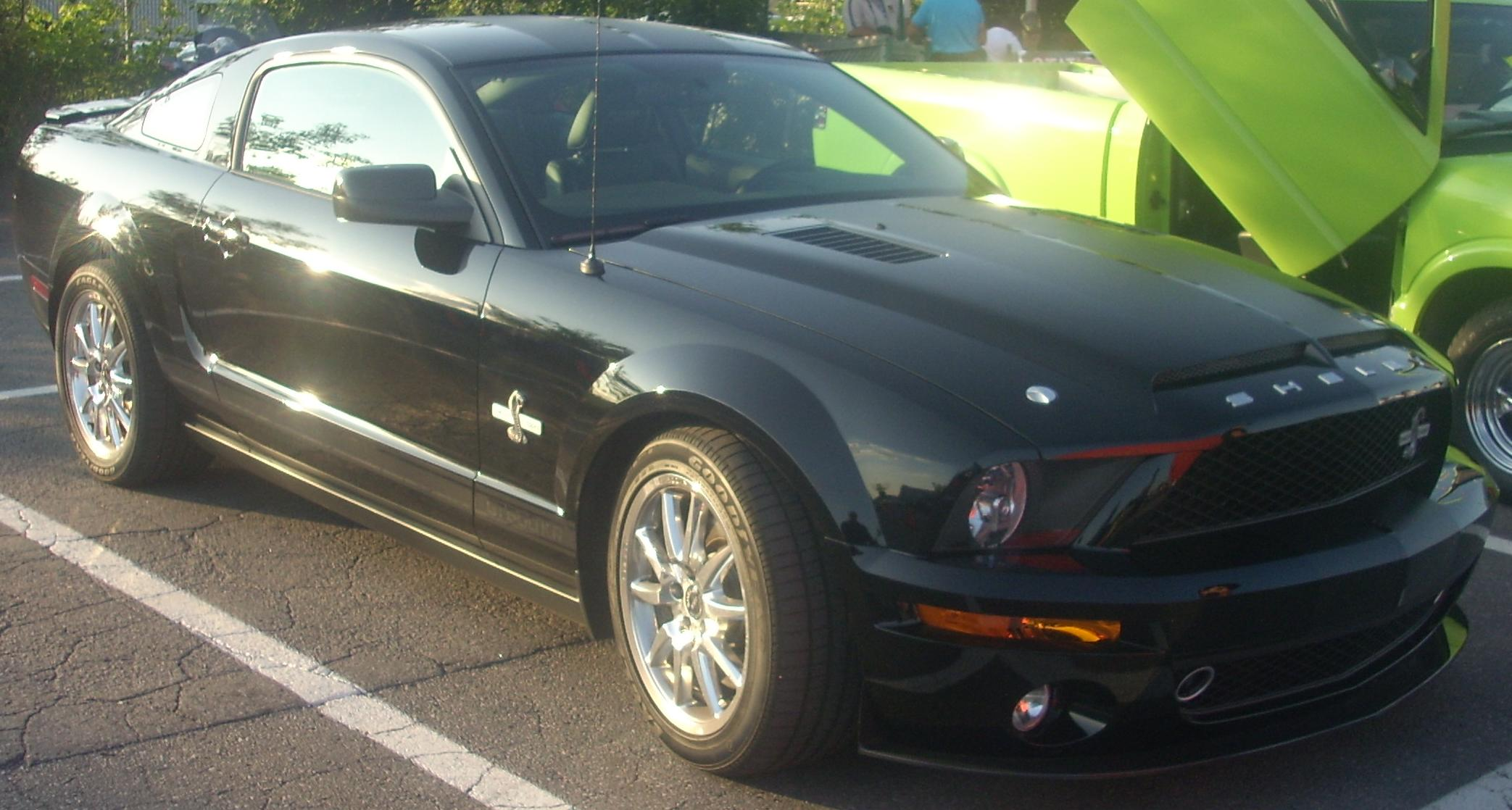
Ford Mustang Shelby GT500KR

Knight Industries Three Thousand (zkráceně nazýván jako KITT, pro odlišení od svého předchůdce někdy KITT 3000) je vozem budoucnosti, který slouží v Nadaci pro právo a pořádek spolu s jeho řidičem a parťákem Mikem Knightem. Jedná se o hlavní hrdiny seriálu Knight Rider, který je volným navázáním na stejnojmenný seriál z osmdesátých let 20. století.
Oproti svému předchůdci (Knight Industries Two Thousand) je modernější a má několik nových funkcí, jako například nanotechnologii, která mu umožňuje měnit svou barvu, nebo analyzátor DNA. Vůz sám je původně Ford Mustang Shelby GT500KR.
Hlas KITTovi propůjčil Val Kilmer.

## KARR
Podobně jako jeho předchůdce KITT 2000 má i KITT 3000 své "zlé dvojče" které se opět jmenuje KARR, ačkoliv v tomto případě se jedná o akronym pro Knight Auto-Cybernetic Roving Robotic-Exoskeleton. Na rozdíl od staršího vozu KARR, který byl původně takřka totožný s pozdějším vozem nadace KITT, je tento nový KARR spíše podobný transformerům. Je to robot humanoidního vzhledu, který je schopen složit se do podoby vozu jako KITT 3000, čili Ford Mustang Shelby GT500KR. Podobně jako původní KARR byl i tento prototypem pro nový vůz KITT 3000, který však nakonec nebyl použit. Stejně jako předchozí KARR i tento obsahoval chybu v programu v podobě ochrany sebe sama na prvním místě.
Hlas KARRovi propůjčil Peter Cullen, který propůjčil hlas KARRovi i v původním seriálu.